# Nachal Mini'im
Nachal Mini'im (hebrejsky נחל מנעם) je vádí v jižním Izraeli, v severní části Negevské pouště.
Začíná v nadmořské výšce přes 300 metrů poblíž jižně od města Beerševa, u dálnice číslo 40 a beduínské osady Azazme. Směřuje pak k západu kopcovitou pouštní krajinou skrz průmyslovou zónu Ramat Chovav. Ústí zleva do vádí Nachal Na'im.